# 林りんこ
林 りんこ（はやし りんこ、1980年7月26日 - ）は、日本の女優、声優。埼玉県出身。プロダクション・タンク所属。

## 略歴
聖学院大学人文学部人間福祉学科卒、勝田声優学院第21期、テアトル・エコー付属研究所卒。テアトル・エコー研究所公演にて舞台『こぶとり』、『リリオム』に出演後、プロダクション・タンクに所属。所属後は舞台、吹き替えを中心に活躍している。
2017年1月17日、Twitterにて同じく声優の中谷一博と入籍したことを発表した。

## 人物
特技は歌、トランペット、精神保健福祉士。普通自動車運転免許を持つ。

## 出演

### テレビ番組
- ザ!世界仰天ニュース
- ためしてガッテン
- 超再現!ミステリー 黒揚羽の夏
- 日立 世界・ふしぎ発見!

### テレビアニメ
2008年
- とある魔術の禁書目録（女将）

2009年
- 銀魂（女王蜂）
- NARUTO -ナルト- 疾風伝（飯盛り女、娘）

2011年
- TIGER & BUNNY（売店のおばちゃん）

2016年
- 機動戦士ガンダムUC RE:0096（ギルボアの妻、ティクバの母）

2017年
- 将国のアルタイル（耳役）

2018年
- 名探偵コナン（2018年 - 2020年、田子国子、主婦）

2019年
- 逆転裁判 〜その「真実」、異議あり!〜（毘忌尼）

### 劇場アニメ
- 劇場版 TIGER & BUNNY -The Beginning-（2012年、売店のおばちゃん）

### OVA
- 機動戦士ガンダムUC（2010年、ギルボアの妻）

### ゲーム
- グランブルーファンタジー（2014年）
- 龍が如く7 光と闇の行方（2020年）
- ライブアライブ（2022年、シャン、ダラス、カズ）
- 龍が如く8（2024年）
- ファイナルファンタジーVII リバース（2024年）
- 百英雄伝（2024年、プルネラ[7]）
- 龍が如く8外伝 Pirates in Hawaii（2025年）

### 吹き替え

#### 映画
- 憧れのウェディング・ベル
- アルマゲドン2009
- YETI イエティ
- エンバー 失われた光の物語（クレアリー）
- 完全なる報復（市長）
- カンフー少女
- ケース39
- 恋とニュースのつくり方
- 幸せがおカネで買えるワケ
- 食べて、祈って、恋をして（ウェイアン）
- JIGSAW デス・トラップ
- JIGSAW デス・マシーン（ジェス）
- JIGSAW デビルズ・ゲーム
- シティ・オン・ファイアー
- セックス・クラブ
- CHOKE チョーク
- D-WARS ディー・ウォーズ
- ディテクティヴ
- テキサス・バイオレンス
- デンジャラスな妻たち
- トレマーズ ブラッドライン（ナンディ・モンタブ）
- ナイト・ミュージアム2
- バンコック・デンジャラス
- パブリック・エネミーズ（アンナ・セージ）
- ハリー・ポッターと死の秘宝 PART1（チャリティ・バーベッジ）
- ハンガー・ゲームシリーズ（ペイラー司令官）
  - ハンガー・ゲーム FINAL: レジスタンス
  - ハンガー・ゲーム FINAL: レボリューション
- ビバリーヒルズ・チワワ2
- ブローバック
- ヘイト・ユー・ギブ（リサ・カーター〈レジーナ・ホール〉）
- マーキュリーマン
- マインド・シューター（マインド・シューター）
- マンデラの名もなき看守
- ユナイテッド93 ※木曜洋画劇場
- REC/レック
- ロック・ザ・カスバ!（マーシー〈ケイト・ハドソン〉）

#### ドラマ
- アヴァロン 千年の恋
- 赤と黒
- アグリー・ベティ2 #8
- ER XIII 緊急救命室（ティナ・マルティネリ〈マイリー・フラナガン〉） #277
- ER XV 緊急救命室（マルタ〈カーラ・ビラ〉） #327
- WITHOUT A TRACE/FBI 失踪者を追え! #94、128
- 華麗なる遺産（イ・ヘリ）
- 救命医ハンク セレブ診療ファイル #3、8
  - シーズン2 #3
- glee/グリー 踊る♪合唱部!?（サンタナ・ロペス、キャロル）
- コールドケース7 ザ・ファイナル（ローサ・ヴァレンズ）
- CSI:8 科学捜査班 #12
- CSI:9 科学捜査班 #24
- CSI：ニューヨーク5 #15
- CSI:ニューヨーク6 #16
- CSI:マイアミ7 #3、25
- CSI:マイアミ8 #8
- シェイムレス 俺たちに恥はない（ヴェロニカ）
- 主任警部アラン・バンクス（ウィンサム・ジャックマン）
- 少林寺伝奇（カオ夫人）
- シンデレラのお姉さん（幼いジョンウ）
- スターの恋人（ソ・イエリン、チョ・チャリョン）
- スパルタカスII #7、8、9、10
- 製パン王 キム・タック
- チャームド 〜魔女3姉妹〜 #159
- デアデビル: ボーン・アゲイン（キルスティン・マクダフィー)
- THIS IS US 36歳、これから（ケイト・ピアソン）
- ディフェンダーズ 闘う弁護士（スーザン・ホワイト判事）#2、5、8、13、18
- 鉄の王 キム・スロ #32
- トリック 難事件はオレにお任せ（ケイ・ダニエルズ〈イルフェネシュ・ハデラ〉[8]）
- ドレイク&ジョシュ
- ナース・ジャッキー #4
- ナース・ジャッキー2 #4
- ナース・ジャッキー4 #9
- パスタ〜恋が出来るまで〜（ヒジュ）
- HAWAII FIVE-0 #3
- 反逆のレスキュー・ミッション #1
- プライベートプラクティス2 迷えるオトナたち #4
- 弁護士イーライのふしぎな日常 #5、11、26
- ブラザーズ&シスターズ #42、43
- FRINGE/フリンジ
- ホワイトチャペル2 終わりなき殺意 #1、2
- ミッシング -サイキック捜査官-
- ミディアム4 霊能者アリソン・デュボア #6、14
- ミディアム6 霊能者アリソン・デュボア #5
- 名探偵モンク6 #4
- ラスト・スキャンダル
- リゾーリ&アイルズ ヒロインたちの捜査線 #6
- 私はラブ・リーガル2 #6
- 僕の妻はスーパーウーマン

#### アニメ
- アバター 伝説の少年アン 〜土の巻〜
- アバローのプリンセス エレナ（スカーレット・ターナー船長）
- オープン・シーズン3 森の仲間とゆかいなサーカス
- オープン・シーズン4 おおかみ男とひみつの森（エドナ）
- おさるのジョージ2/ゆかいな大冒険!
- ごきげん ジミー!（モノーロフ妻）
- スター・ウォーズ:ヤング・ジェダイ・アドベンチャー（マーラ）
- タイニー・トゥーンズのハチャメチャ学園（ウィッチ・ヘーゼル）
- チキチキマシン猛レース（バーンストーム）
- チャウダー
- パワーパフガールズ（第2作）
- 冬のソナタ
- リトル・レッド2 〜ヘンゼルとグレーテル誘拐事件!?〜（ベルーシュカ）
- ルーニー・テューンズ・ショー（ウィッチ・レイザー、フィリス、カレン、美容講師）

### 舞台
1998年 - 2000年
- 「トットちゃんとトットちゃんたち」原作・監修・声 黒柳徹子 / 演出 吉岡利根雄 於：成増アクトシアター
- 「愛さずにはいられない」 作 山田太一 / 演出 吉岡利根雄 於：成増アクトシアター
- 「嵐」（主演） 演出 吉岡利根雄 於：成増アクトシアター
- 「ハックルベリーにさよならを」アベチカコ役
- 「こどもの一生」由美役
- 「赤鬼」あの女役 於：聖学院大学内

2002年 - 2004年
- 岸田國士「可児くんの面会日」可児夫人役 勝田久 演出 於：勝田声優学院内
- 岸田國士「チロルの秋」ステラ役 勝田久 演出 於：勝田声優学院内
- マリヴォー「恋の不意打ち」コロンビーヌ役 勝田久 演出 於：勝田声優学院内

2005年 - 2007年
- 竹内銃一郎作 / 保科耕一演出「あの大鴉さえも」男2役於：テアトルエコー稽古場
- 熊倉一雄監督 / 永井寛孝演出「こぶとり」赤鬼役 於：テアトルエコー稽古場
- 村上春樹作 / 矢島正明演出「かえるくん、東京を救う」かえるくん役 於：テアトルエコー稽古場
- テアトルエコー卒業公演「リリオム」女主人役  演出 平野智子 於：恵比寿エコー劇場

2007年
- マネ協プロデュース公演　広島の友より「お藤」演出 露川冴 於：恵比寿エコー劇場

2008年
- 広島の友より「キル」於：アトリエ冴 演出 露川冴

2008年
- 「最期の女友達」タカコ役 作 菊池寛 / 演出 高橋征男 於：赤坂ACTシアター
- 「川田公子太鼓の世界第39回【鼓鏡】」構成・演出 川田公子 於：草月ホール

2009年
- 「アメイジング・グレイス〜O・ヘンリ短編集〜」 原作 O・ヘンリ / 演出 高橋征男  於：銀座みゆき館

2010年
- 「異人たちとの夏」母役 作 山田太一 / 脚本・演出 高橋征男 於：MAKOTOシアター銀座

2014年9月
- 〈左右対称〉「余炎/掃き溜めに、鶴」 於：阿佐ヶ谷シアターシャイン

2015年
- 〈南青山MANDARAプロデュース〉「岸田國士を読む。夏」 演出 平野智子 於：南青山MANDARA

2014年 - 2016年
- 〈集団NO・PLAN〉「ちょっといい話集めました 短編集」
- 〈集団NO・PLAN〉「家族百景」

2017年
- 富良野グループ特別公演「走る」ゼッケン7番役 倉本聰 作・演出 中村龍史共同演出

※2017年1月 - 3月7日 全国17ヶ所31ステージ
ホームページ 『倉本聰 界隈』
http://www.kuramotoso.jp/

### その他
- 立正大学心理学部キャラクター「ノン子」キャラクターボイス